# Qatar Charity
La Qatar Charity (QC) (in arabo قطر الخيرية‎?, letteralmente: Beneficenza del Qatar) è un'organizzazione non governativa e di beneficenza fondata nel 1992 per l'assistenza e il miglioramento delle condizioni di vita della comunità bisognose del Qatar e di altri luoghi. I diversi progetti della QC sono vanno dal far fronte alle catastrofi naturali alle iniziative economiche per la creazione di un reddito minimo, per favorire l'istruzione e promuovere l'assistenza sanitaria delle persone in difficoltà. Agisce a livello locale ed internazionale e raccoglie fondi dal grande pubblico sia on line sia con l'installazione di contenitori per le donazioni situati in particolare nei vari centri commerciali del Qatar.
Un tempo conosciuta come "Qatar Charitable Society" (Associazione di beneficenza del Qatar), la Qatar Charity è oggi la più grande ONG del Qatar e una delle più importanti associazioni di beneficenza non governative in seno al Consiglio di Cooperazione del Golfo (CCG) e a livello globale.
Sheikh Hamad bin Nasser al-Thani è l'attuale presidente della Qatar Charity, la quale è attiva in più di 25 paesi e ha filiali nel Regno Unito, Pakistan ed Indonesia.

## Gestione
Nel 2015 la Qatar Charity era presieduta da Hamad bin Nasser al-Thani, mentre il direttore era Yousef bin Ahmed al-Kuwari.

## Principali progetti

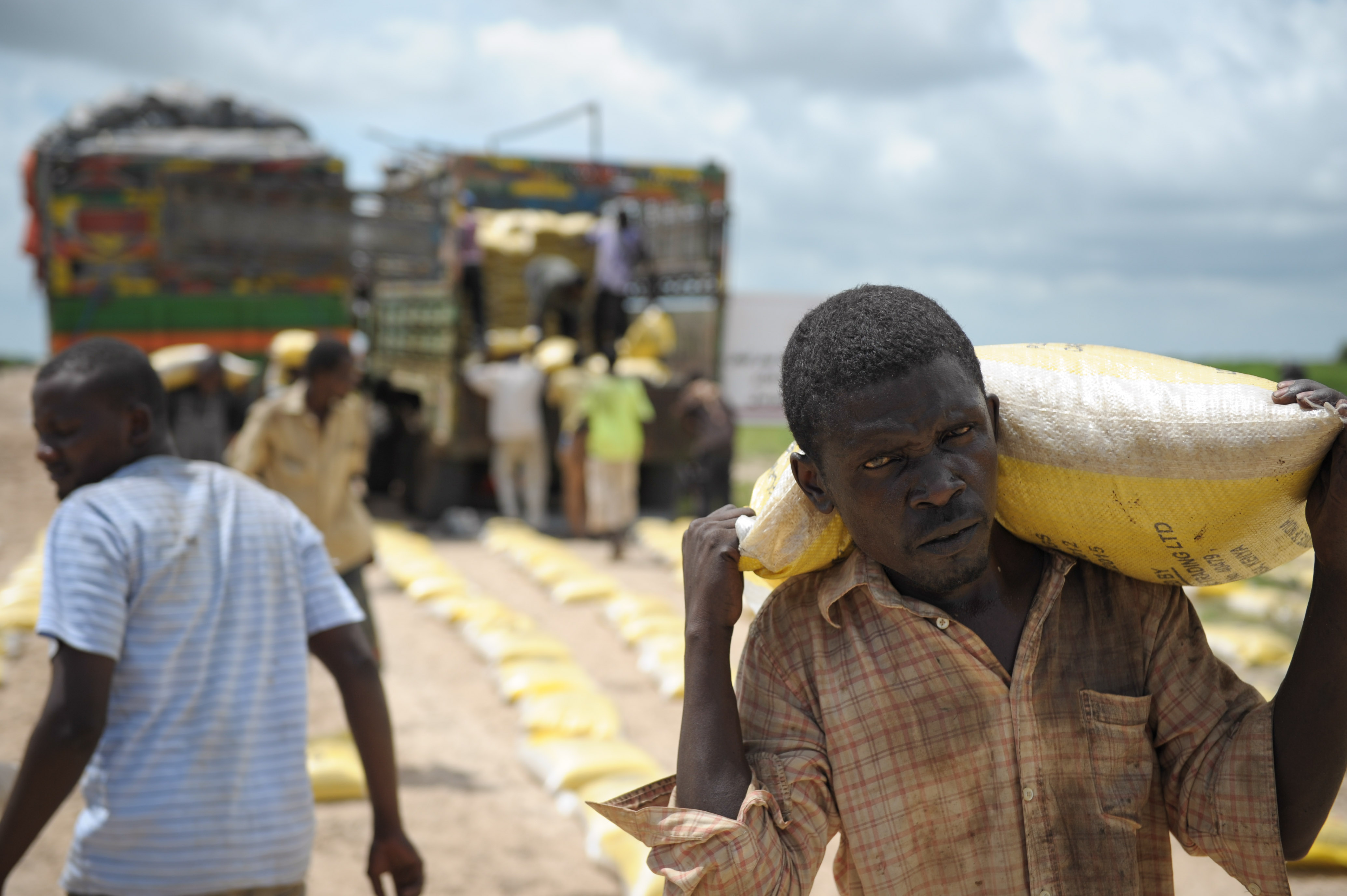
Alcuni somali che scaricano gli aiuti alimentari donati dalla Qatar Charity per i profughi dell'alluvione e dei conflitti tra clan alloggiati presso la base militare AMISOM a Giohar (Somalia) nel 2013

Tra i principali programmi a lungo termine di QC vi è il “Tayf,” un programma di beneficenza che raccoglie donazioni in natura, e l'annuale progetto “Ifṭār” durante il mese del Ramadan, che mira a fornire pasti serali per migliaia di mussulmani a digiuno in determinati paesi.
Nell'aprile 2014 QC nell'ambito del programma Tayf vince il Guinness dei primati per avere raccolto il maggior quantitativo di abbigliamenti entro 24 ore, pari a 29.626 tonnellate (contro il precedente record vietnamita di 12.111 tonnellate).
Nel luglio 2015, Vodafone Qatar e Qatar Charity hanno stabilito una collaborazione: i dipendenti di Vodafone hanno aiutato a fornire l'ifṭār agli operai nei campi della città industriale di Ras Laffan durante il Ramadan. Vodafone promise di donare $275 per ogni ora di volontariato effettuata dai propri dipendenti, da destinare programma "Qatar Charity’s Family Sponsorship", che prevede l'aiuto delle famiglie a basso reddito dell'area del Golfo Persico. Nel 2015 Qatar Charity ha lanciato il sito web "Travel and Aid” per pubblicizzare la propria attività di beneficenza.
Qatar Charity è impegnata anche nell'attività di soccorso a fronte di gravi catastrofi naturali, come nel caso del terremoto del Nepal del 2015, dove Qatar Charity distribuì $100.000 in aiuti umanitari di cibo, biancheria, materassi e altri beni non alimentari, inclusi prodotti per l'igiene. In Sierra Leone, l'ente di beneficenza ha sostenuto l'acquisto di apparecchiature salvavita per il centro di trattamento dell'Ebola (ETC) a Lunsar. Nel 2008-2009 ha distribuito $140.000 di medicinali nella striscia di Gaza e 2 milioni di Riyal del Qatar per l'alluvione del Pakistan del 2010.
In Niger, Qatar Charity sostiene i progetti locali per combattere la siccità e migliorare le condizioni di povertà nei villaggi di Sowna e Aichign finanziando l'installazione di moderni pozzi artesiani a energia solare. Nel Mali meridionale, ha aperto asili per i bambini sfollati. Nel 2014 sono stati rinnovati i progetti a lungo periodo verso la popolazione della Somalia con programmi di salvataggio, recupero e riabilitazione per un ammontare di 25,5 milioni di Riyal ($ 7 milioni). Nel settembre 2015 QC ha lanciato il progetto di costruire il villaggio di Doha Alkhair a Gibuti con un costo stimato di 4 milioni di Riyal, che prevede la costruzione di un centinaio di case, strutture di base e servizi di pubblica utilità.
QC ha inviato convogli di aiuti umanitari ai rifugiati del Sudan del Sud e finanzia programmi a sostegno dei rifugiati siriani in Libano. A partire dall'ottobre 2015, l'organizzazione ha effettuato quattro progetti di edilizia abitativa in Siria, con cui si è provveduto a riparare e costruire nuovi villaggi, tra cui quello di Al Rayyan che potrà ospitare fino a 7.000 persone; inoltre sono state predisposte circa 400 case prefabbricate in Siria.
Infine, l'organizzazione di beneficenza promuove l'impegno, l'occupazione e lo sviluppo dei giovani imprenditori del mondo arabo, tra cui il progetto di ristrutturazione dell'Università di Al-Quds con un finanziamento di 4,5 milioni di Riyad.

## Programmi
Qatar Charity promuove 12 programmi di beneficenza, in aggiunta ad altre attività di cooperazione con altri partner.

### Acquista ed aiuta
Il programma "acquista ed aiuta" (Shop And Aid program) raccoglie donazioni private tramite la vendita di beni via internet.

### Dal ala alkheer
Dal ala alkheer (letteralmente "colui che parla del bene") è un programma in cui le persone possono condividere un caso sul sito web dell'organizzazione e quindi vincere punti come ricompensa. L'obiettivo del programma è quello di incentivare le persone a donare all'organizzazione senza spendere soldi Il nome del programma deriva da una frase del profeta Maometto he dice: "Dio ricompensa colui che parla del bene agli altri con la stessa ricompensa di colui che fa cose buone in concreto".

### One Heart
Un documentario prodotto dalla Qatar Charity Society in cui viene rappresentata l'idea di un gruppo di eccellenza di giovani del Qatar impegnati in attività di beneficenza in Turchia a testimonianza delle difficoltà della popolazione locale.

### Tayef
Tayef è un'applicazione web basata su mappe che aiuta i donatori a mettersi in contatto con persone bisognose del Qatar.

### Viaggia ed aiuta
Travel And Aid (viaggia ed aiuta) è un sito web per prenotare voli aerei ed alberghi in cui è possibile effettuare donazioni per ogni prenotazione

## Cooperazione con altre organizzazioni
Essendo una delle principali organizzazioni non governative dell'area del Golfo Persico, la Qatar Charity ha attivato numerose collaborazioni con altre organizzazioni in tutto il mondo, tra cui l'UNICEF, l'UNHCR, la Fondazione Bill & Melinda Gates contro la poliomielite e la Vodafone

## Promozione della cultura islamica
La Qatar Charity ha erogato diversi contributi per la realizzazione di moschee e centri di cultura islamica in Europa, all'interno del programma Gaith (letteralmente: "pioggia").
In Italia la QC ha erogato finanziamenti per 25 milioni di euro per realizzare 43 nuove moschee e centri islamici a Bergamo, Brescia, Catania, Centocelle, Colle di Val d'Elsa, Comiso, Donnalucata, Ispica, Mazara del Vallo, Messina, Milano, Mirandola, Modica, Monteroni (dove è in progetto la costruzione di un'università islamica), Omegna, Olbia, Piacenza, Ravenna, Saronno, Scicli, Torino, Verona, Vicenza e Vittoria.

## Controversie
In passato lo stato del Qatar è stato accusato di fornire sostegno finanziario all'organizzazione terroristica al-Qaida, convogliando il denaro tramite la Qatar Charitable Society: in particolare nel giudizio "Stati Uniti contro Osama bin Laden" il disertore al-Fadl, anch'egli ex membro della Qatar Charity, ha testimoniato in tribunale che l'ex direttore di QC, Abdullah Mohammed Yusef, era affiliato ad al-Qaida e contemporaneamente al Fronte Nazionale Islamico (gruppo politico sudanese in cui Osama Bin Laden iniziò le proprie attività nei primi anni 1990). In altri procedimenti giudiziari, come "Stati Uniti contro Enaam M. Arnaout", Qatar Charity è stata accusata di essere una delle associazioni di beneficenza utilizzate da Osama bin Laden nel 1993 per incanalare il sostegno finanziario agli attivisti di al-Qaida operativi all'estero. L'organizzazione è stata accusata di finanziare anche il terrorismo in Cecenia nel 1999. Infine, Qatar Charity è presumibilmente tra le ONG utilizzare per canalizzare fondi per Ansar Dine nel nord del Mali, come confermato da rapporti di intelligence militari francesi del 2013.
L'organizzazione tuttavia ha sempre negato ogni coinvolgimento con le attività terroristiche.